# Zyklone in Mauritius
Mauritius wurde vielfach von zerstörerischen Zyklonen heimgesucht.

## Wichtige Zyklone in der Inselgeschichte

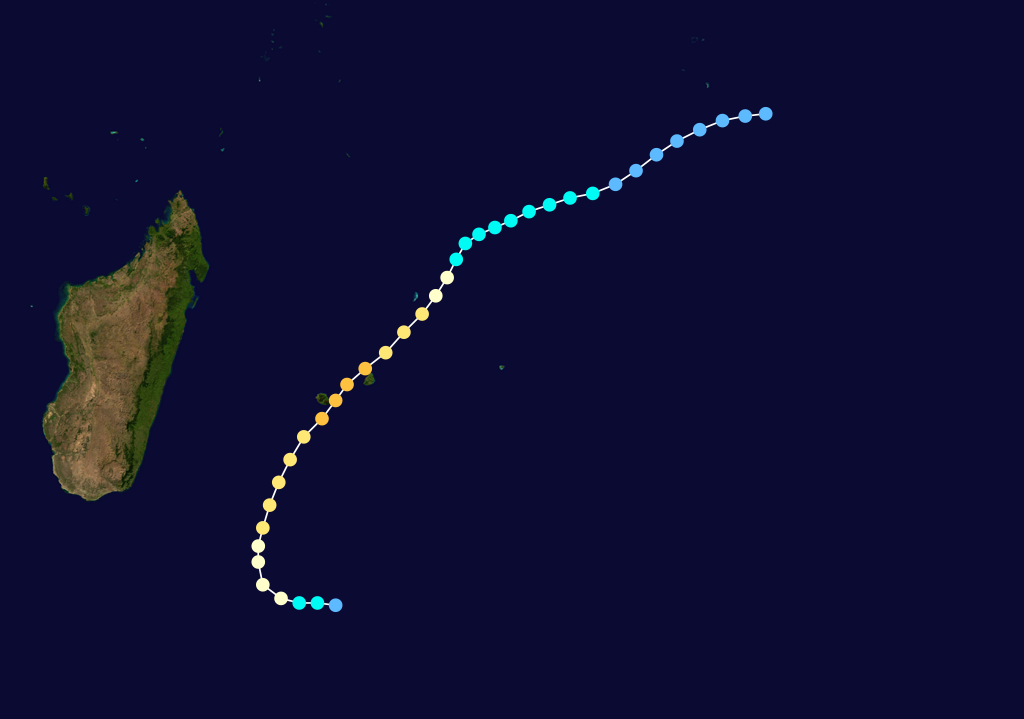
Verlauf von Zyklon Hollanda

Jährlich entstehen im Indischen Ozean etwa zwölf Zyklone, die im Schnitt drei Wochen lang anhalten. Jedoch längst nicht alle treffen auf die Insel. Diejenige Zyklone, die Mauritius betreffen, entstehen typischerweise nördlich oder nordöstlich von Mauritius zwischen dem 8. und 12. Breitengrad. Von dort aus bewegen sie sich auf einer parabolischen Kurve nach Süden und Westen, bevor sie zwischen dem 18. und 25. Breitengrad ihre zerstörerische Kraft einbüßen. Mauritius selbst liegt um den 20. Breitengrad. Entsprechend ist die Windrichtung bei Zyklonen auf Mauritius Ost, Süd-Ost.
Dieser Abschnitt beschreibt diejenigen Zyklone, die auf Mauritius die größten Schäden anrichteten.

### Vor 1882
Da die Insel bis zum Eintreffen der Holländer unbesiedelt war, gibt es auch keine Berichte über Wirbelstürme früherer Zeit. In der holländischen Kolonialzeit war Mauritius sehr dünn besiedelt. In der Spitze lebten 250 Europäer auf der Insel. Entsprechend fällt die Berichterstattung über die damaligen Zyklone anekdotisch aus.
Am 4. und 5. Februar 1644 fegte ein Sturm über die Insel, der als fürchterlich beschrieben wurde. Der Wirbelsturm am 9. Februar 1695 wurde mit Wellenhöhen von 9 Fuß angegeben. Der Sturm verwüstete insbesondere den Bezirk Flacq.
Auch nachdem die Franzosen 1710 die Kolonie übernommen hatten, war die Insel weiter dünn besiedelt. Die größten Sturmschäden traten nun überwiegend in der Hauptstadt Port Louis auf. 1748 wurden viele Häuser in Port Louis, das Hospital und Mon Plaisir in Pamplemousses und viele Brücken zerstört.  Drei Segelschiffe, die vor Port Louis auf Reede lagen (die Le Brillant, La Renommée und Le Mars) sanken.
Auch die Zyklone am 27. und 28. Februar 1760, am 23. Februar 1768, am 14. Januar 1787 und am 28. Februar 1818 verursachten schwere Schäden in der ganzen Kolonie.

### 1892

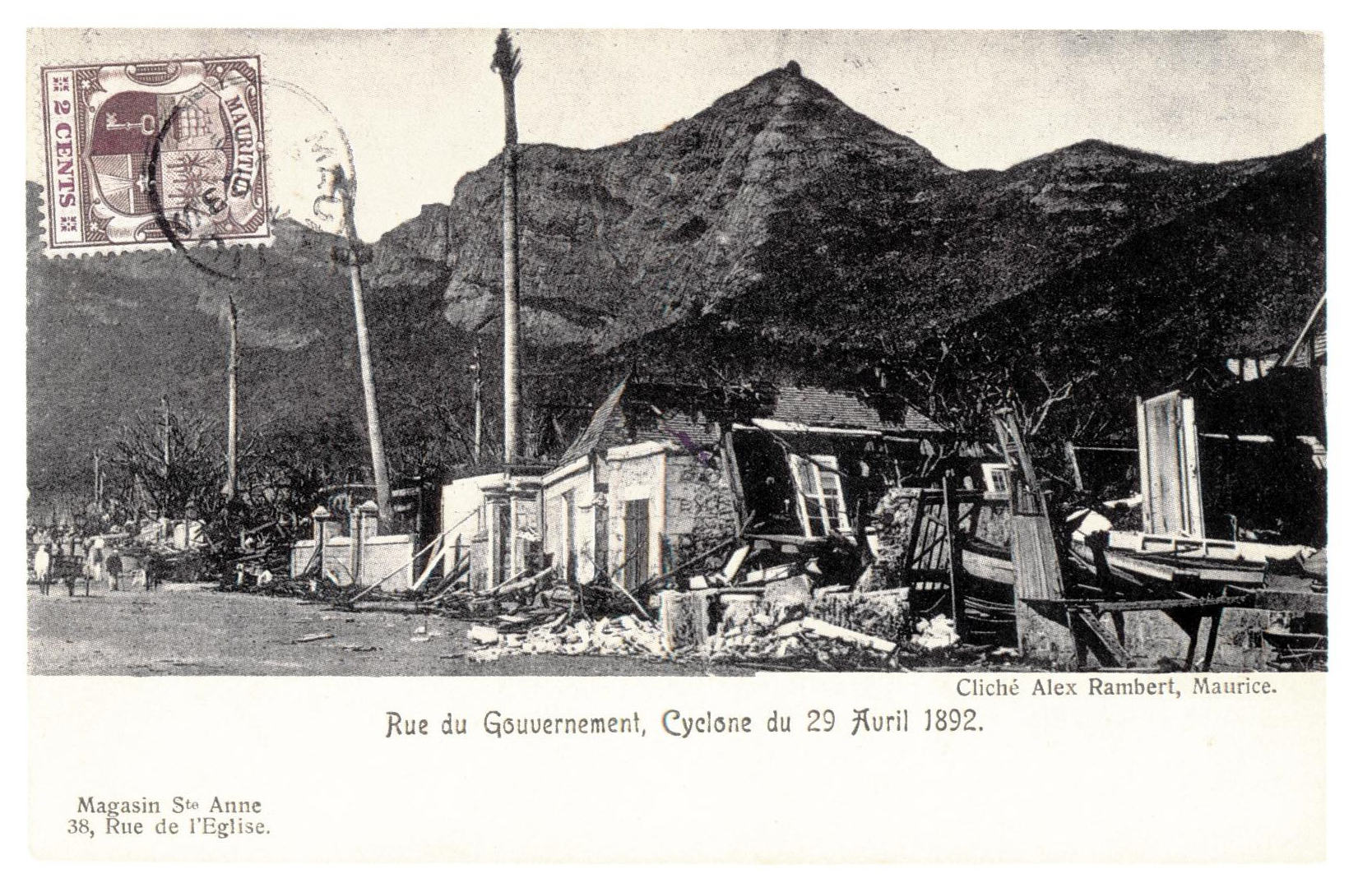
Zerstörungen in Port Louis

Der Zyklon, der am 29. April 1892 die Insel verwüstete, war ungewöhnlich stark und richtete riesige Schäden an. 1200 Menschen starben, 50.000 wurden obdachlos. Insbesondere der Westen der Insel um die Hauptstadt Port Louis war von der Verwüstungen betroffen. Selbst massive Steinbauten konnten dem Winddruck nicht standhalten. In der Spitze wurden Windgeschwindigkeiten von über 120 Meilen/Stunde (192 km/h) gemessen.

### 1945
1945 erreichten gleich zwei Zyklone die Insel. Der erste, vom 27. bis 29. Januar 1945, war der stärkste seit dem großen Zyklon von 1892. In Port Louis fiel das Barometer auf 716,5, die Windgeschwindigkeit erreichte 124 Meilen/Stunde. Vor allem der Norden der Insel wurde verwüstet. In Rivière du Rempart wurden fast alle Dächer abgedeckt, die Schule zerstört. In Poudre d’Or wurde das Krankenhaus, in Goodlands das Kino stark beschädigt. Grand Baie meldete große Schäden an nahezu allen Gebäuden, vor allem der Polizeistation. Aber auch die Schäden in Flacq und Grand Port waren erheblich.

### Carol (1960)
Wie 1945 war die Insel Schauplatz zweier Zyklone. Während der Zyklon Alix (seit 1960 erhielten die Wirbelstürme Namen) verhältnismäßig glimpflich ablief, war Carol weitaus zerstörerischer. 60 % der Zuckerrohrernte wurden vernichtet. Die Regierung organisierte ein Soforthilfeprogramm und anschließend ein Wiederaufbauprogramm. Dadurch wurden beispielsweise in Grand Baie 200 Häuser errichtet (das Viertel trägt im Volksmund den Namen Camp Carol).

### Gervaise  (1975)

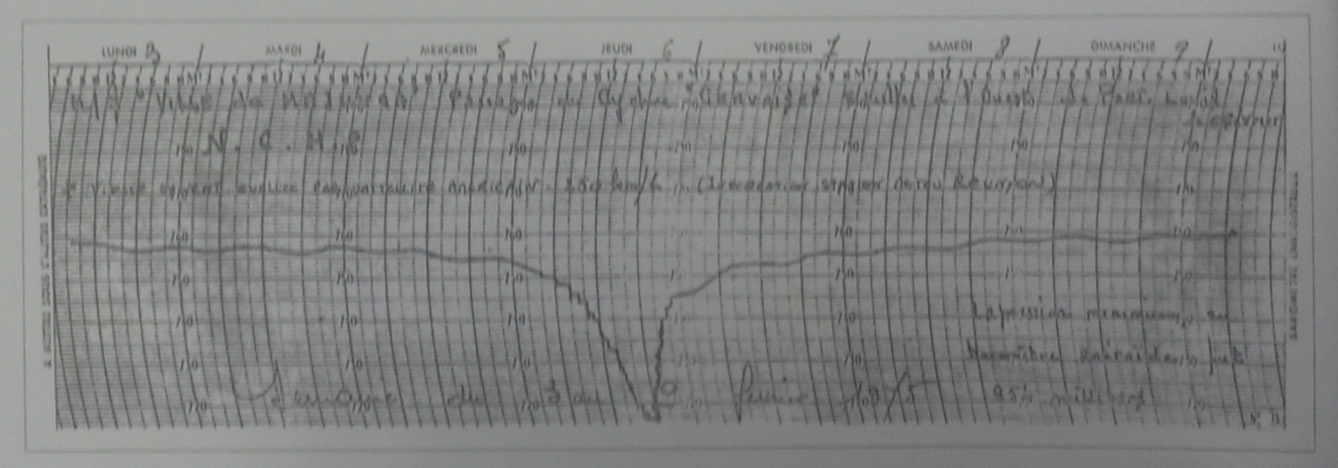
Luftdruck während des Zyklons Gervaise

Gervaise war der erste große Zyklon nach der Unabhängigkeit. Er führte auch zu politischen Auseinandersetzungen, da deutlich wurde, dass die Insel die Schäden nur mit Hilfe aus dem Ausland, vor allem aus Frankreich und den USA beheben konnte. Der Sturm mit Windstärken von 174 Meilen/Stunde verursachte 10 Tote, hunderte zerstörter Häuser und dutzende versenkter Schiffe.

### Hollanda (1994)

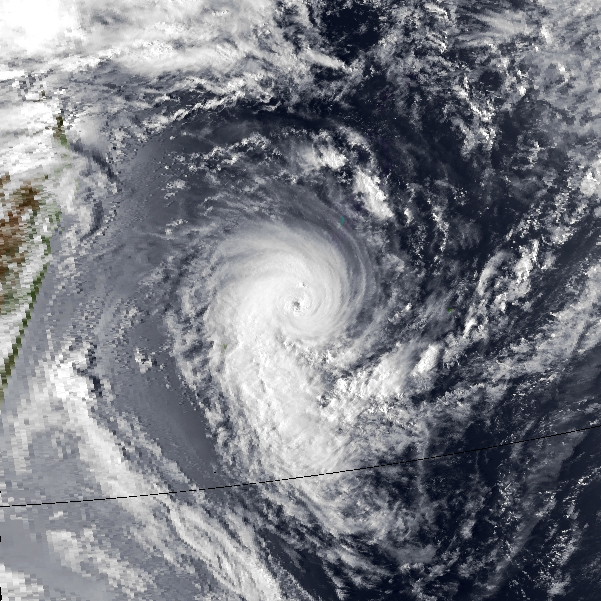
Hollanda

Der Zyklon Hollanda war der schlimmste Sturm in Mauritius seit 19 Jahren. Er bildete sich am 6. Februar 1994 und erreichte Mauritius am 10. Februar. Windgeschwindigkeiten von 155 km/h  wurden gemessen. Der Sturm zerstörte 450 Häuser und machte 1500 Menschen obdachlos. 2 Tote und Schäden von 135 Millionen US$ waren zu beklagen.

## Schutzmaßnahmen
1774 erfolgten die ersten wissenschaftlichen Wetteraufzeichnungen durch N. de Céré, den Direktor des botanischen Gartens in Pamplemousses. Der Beginn einer systematischen Wetterbeobachtung auf Mauritius war die Eröffnung eines militärischen Observatoriums 1832 in Port Louis. 1851 wurde die Société de Météorologie in Mauritius gegründet. 1858 wurde beschlossen, dies durch ein ziviles Observatorium zu ersetzen. 1874 nahm das Royal Alfred Observatorium in Pamplemousses offiziell seinen Dienst auf. Das Observatorium unter seinem ersten Direktor Ch. Meldrum war organisatorisch als Abteilung des Gouverneursamtes eingerichtet. Es war bis 1961 in Dienst. 1902 erfolgte die Eröffnung einer Wetterstation auf Rodrigues. 1925 wurde die zentrale Wetterstation in Vacoas eröffnet.
Nach 1945 wurde eine Zyklon-Versicherung als Elementarschadenversicherung (Cyclon Insurance Scheme) verpflichtend vorgeschrieben. Auch wurden weitere Wetterbeobachtungsstationen im Land eingerichtet.
Einige Jahre vor dem Zyklon Carol organisierte die Meteorologische Abteilung der Regierung das Warnsystem neu. Seitdem bestanden vier Warnstufen bei bevorstehenden Wirbelstürmen. Die Warnung der Bevölkerung über das Radio erfolgt viersprachig (englisch, französisch, kreolisch und hindi), um alle Bürger zu erreichen.
Seit 1968 werden in Vacoas Satellitenbilder für die Früherkennung von Stürmen genutzt, 1977 wurde ein Höhenradar in Trou-aux-Cerfs eingerichtet.